# جيمس تشايلدز
جيمس تشايلدز (بالإنجليزية: James Childs)‏ هو ملحن ومنتج أسطوانات وعازف قيثارة بريطاني، ولد في 12 يونيو 1972.